# Mansiri Himal
El Mansiri Himal es una pequeña cordillera del Himalaya, en el centro norte de Nepal, alrededor de unos 100 km al noroeste de Katmandú. El río Marsyangdi separa el macizo del Mansiri del Annapurna, en el suroeste. El río Dudh Khola la separa de la Peri Himal, en el noroeste. Al este, el burh Gandaki la separa de la Ganesh Himal, Sring Himal y Kutang Himal. Todos estos ríos son afluentes del Gandaki.
También es conocida como Manaslu Himal o «Macizo Gurkha». La cordillera cuenta con tres cumbres entre las veinte más altas de la Tierra (con un mínimo de 500 m de prominencia):
- Manaslu, 8156 m; 8.ª cumbre más alta; 3092 m de prominencia.
- Himalchuli, 7893 m; 18.ª cumbre más alta; 1633 m de prominencia.
- Ngadi Chuli, 7871 m; 20.ª cumbre más alta; 1020 m de prominencia.

Otras cumbres destacadas de la cordillera son:
- Nemjung, 7140 m; 1920 m de prominencia.
- Thulagi Chuli. 7059 m; 699 m de prominencia.

El Mansiri Himal destaca por los enormes desniveles que presenta en muy poco espacio, elevándose 7000 m entre el valle de Marsyangdi y sus cimas en poco menos de 30 km de distancia horizontal.